# Tomas Lukminas
Tomas Lukminas, född 26 oktober 2004, är en litauisk simmare.

## Karriär
Vid EM 2024 i Belgrad var Lukminas en del av Litauens lag som tog guld och noterade ett nationsrekord på 4×200 meter frisim.